# Monobaze II
Pour les articles homonymes, voir Monobaze.
 (juin 2011).
Monobaze II ou Monobaze bar Monobaze était un roi de l'Adiabène, un royaume qui correspond à peu près au territoire du Kurdistan actuel, depuis la mort de son frère Izatès II vers 55 jusqu'à environ 68 (la date et les circonstances de la mort de Monobaze sont inconnues). Il était un des fils d'Hélène d'Adiabène et de Monobaze Ier,. Comme son frère Izatès bar Monobaze (Izatès II) et sa mère Hélène, Monobaze se convertit au judaïsme dans les années 30.
À l'époque de Monobaze, l'Adiabène était théoriquement vassale du royaume d'Arménie. Toutefois, en exploitant les conflits de ses trois grands « protecteurs », les rois d'Adiabène, en particulier Izatès II puis Monobaze, s'étaient construits un espace largement autonome.

## Biographie

### Régent du royaume d'Adiabène

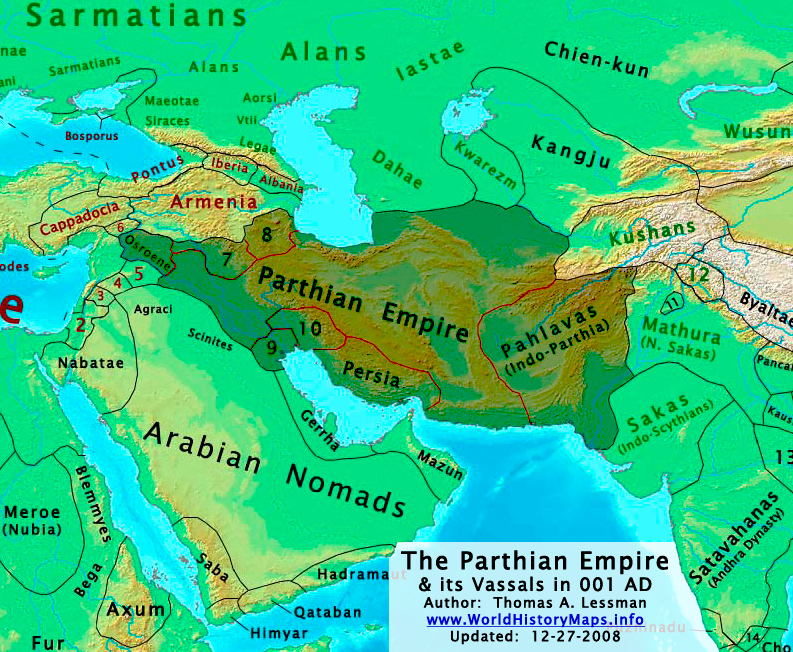
Carte de la région, avant le partage du royaume d'Hérode (4 av. J.-C.).
- 7) Adiabène ;
- 8) Atropatène ;
- 9) Characène, Mésène ;
- 10) Élymaïde ;
- 2) Royaume d'Hérode ;
- 3) Royaume d'Iturée » ;
- 4) Royaume de Chacis ;
- 6) Commagène

À la mort de son père Monobaze Ier, il aida sa mère Hélène à gérer une transition difficile au cours de laquelle ils parvinrent à ce que son frère Izatès soit reconnu comme successeur légitime, tout en sauvant sa vie ainsi que celle de ses autres frères. Izatès vivait alors dans le pays de Carrhes, qui lui avait été donné par son père. Les grands du royaume d'Adiabène acceptèrent qu'Izatés succède à son père, mais demandèrent à la reine Hélène d'Adiabène que ses autres fils soient exécutés. C'était en effet une pratique courante dans la région pour éviter les guerres pouvant résulter de conflits dynastiques entre frères. Hélène parvint à sauver la vie de ses autres fils en temporisant, mais fut contrainte toutefois de mettre ses fils en prison comme ceux des autres épouses de Monobaze Ier. Elle obtint toutefois que la mise à mort ne puisse être décidée que par Izatès, lorsque celui-ci serait rentré. Elle obtint aussi de pouvoir « établir provisoirement comme régent du royaume » Monobaze, son fils aîné,. Monobaze a donc été régent du royaume pour le compte de son frère Izatès II pendant une courte période pour la plus grande satisfaction de celui-ci.

« Quand Izatès eut pris la royauté et qu'arrivant en Adiabène il vit ses frères et ses autres parents enchaînés, il fut mécontent de ce qui était arrivé. Regardant comme impie de les tuer ou de les garder enchaînés, mais jugeant dangereux de les laisser libres auprès de lui alors qu'ils se souviendraient des offenses reçues, il envoya les uns comme otages à Rome près de l'empereur Claude avec leurs enfants et il expédia les autres sous un prétexte analogue chez Artabane le Parthe. »

Cette mesure ne semble avoir concerné que les fils des autres femmes de Monobaze Ier ; en effet la présence des fils d'Hélène (donc frères d'Izatès) est mentionnée plusieurs fois par Flavius Josèphe en Judée et à Jérusalem dans les années suivantes. Le Talmud mentionne à la fois la présence des fils d'Hélène et particulièrement les présents de Monobaze faits au Temple de Jérusalem ainsi que l'aide fournie par celui-ci au temps de la grande famine de 46-48. Flavius Josèphe mentionne qu'Hélène et ses fils possédaient un palais à Jérusalem. Les ruines de celui-ci ont d'ailleurs été découvertes en 2007. D'après Flavius Josèphe, le roi Monobaze possédait aussi à Jérusalem, un palais personnel, situé pas très loin de celui construit par sa mère. Hélène et ses fils semblent avoir eu, au moins, deux autres résidences dans la région Palestine, l'une à Lod (Lydda), l'autre à Migdal près de Tarycchée (la future Magdala).

### Conversion au judaïsme
Monobaze s'est converti au judaïsme sous le règne de son frère Izatès II. À ce moment, le roi d'Adiabène et sa mère Hélène s'étaient déjà convertis,.

« Le frère d'Izatès, Monobaze, et ses parents, voyant que la piété du roi envers Dieu l'avait rendu un objet d'envie pour tous les hommes eurent eux aussi le désir d'abandonner leur religion nationale pour embrasser celle des Juifs. »

Quand plusieurs parents du roi Izatès II, dont son frère Monobaze, ont ouvertement reconnu leur conversion au judaïsme, quelques nobles d'Adiabène ont alors conspiré pour le destituer. Ils paient notamment Abia, un roi arabe, puis après son échec Vologèse Ier, roi des Parthes, pour que ceux-ci fassent la guerre au roi Izatès II. Celui-ci sort victorieux de chacune des confrontations. Le Talmud indique qu'Hélène d'Adiabène avait sept fils, tous convertis au judaïsme et résidant souvent dans la province de Judée.

### Bienfaiteur du peuple juif
À partir de l'accession d'Izatès II au trône, Hélène et ses fils semblent avoir passé une bonne partie de leur vie en Judée. Flavius Josèphe ne donne pas le détail des noms des fils et parents présents avec la reine Hélène dans aucun des épisodes où elle apparaît.
Hélène et ses fils sont célèbres pour leur générosité et le soutien qu'ils apportèrent en toutes circonstances au peuple juif de Judée et de Galilée. Lors d'une famine à Jérusalem, Hélène envoya des navires pour chercher du blé ou d'autres céréales à Alexandrie  et chercher des figues sèches à Chypre et les fit distribuer aux victimes de la famine,,. Dans le Talmud, cette action est mise au crédit de Monbaz, sans plus de précision,. Cette référence à Monbaz est parfois considérée comme désignant non pas le monarque mais la dynastie, et donc les deux souverains et leurs enfants. En effet, ce sont tous les parents et alliés de la dynastie Monobaze qui semblent avoir été mobilisés pour faire face à cette famine.

### Monobaze, prosélyte juif en Judée et Galilée
Le Talmud parle aussi d'importants cadeaux dont la reine Hélène a fait don au Temple de Jérusalem,,. Elle avait entre autres fait don d'une plaque d'or sur lequel était écrit le passage du Pentateuque (Torah) que le grand prêtre doit lire quand une femme soupçonnée d'infidélité a été introduite devant lui,. Le choix de cette inscription ainsi que d'autres détails font penser à plusieurs historiens qu'elle aurait donné naissance à un de ses fils dans une liaison hors mariage.
D'autres dons au Temple de Jérusalem sont attribués à Monobaze II :

« Le roi Monobaze avait toutes les poignées de toutes les vaisselles utilisés le jour de Yom Kippour en or... Il a également fait à base d'or tous les composants de la vaisselle, la base des assiettes, les poignées des couverts, et les manches des couteaux. »

Rabbi Juda dit : « La Soucca [érigée pour la Fête des Tabernacles] de la reine Hélène de Lydda était plus haute que vingt aunes. Les rabbins l'utilisaient pour entrer et sortir et ne firent aucune remarque à ce sujet,. »
Monobaze se trouvait probablement sous cette très grande « Soucca » en compagnie de sa mère et de ses autres frères.
Le Talmud rapporte que Monobaze a « dépensé tous ses propres trésors et les trésors de ses pères, dans les années de disette. Ses pairs et les cohéritiers des biens de son père vinrent le voir en délégation et lui dirent : “Ton père a économisé de l'argent et l'a ajouté aux trésors de ses pères, et tu es en train de les dilapider”. Il répondit :
“Mon père a économisé pour ici-bas et je suis en train d'économiser pour là-haut...
Mon père a économisé dans un endroit qui peut être corrompu, mais j'ai conservé dans un endroit qui ne peut être altéré...
Mes pères ont réuni des trésors d'argent et moi j'ai recueilli les trésors de l'âme...” »
Pour Ernest Renan, les Talmud (de Babylone et de Palestine) prêtent « à l'un des Monobaze quelques maximes qui rappellent tout à fait l'évangile. »

### Accession au trône

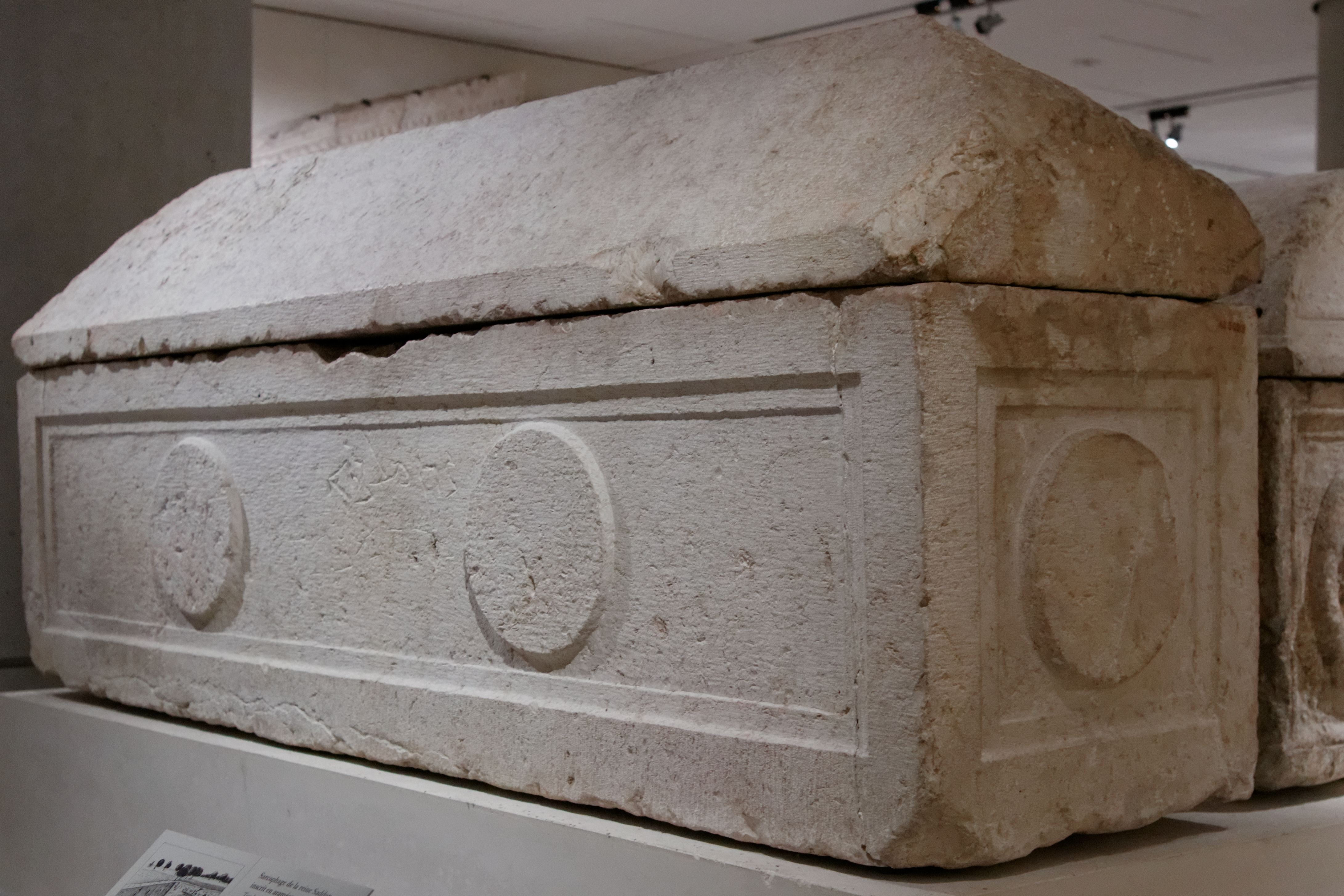
Le sarcophage d'Hélène d'Adiabène.

Selon Heinrich Graetz, Izatès II mourut vers 55, à l'âge de 55 ans.

« Un peu plus tard Izatès mourut, après avoir achevé sa cinquante-cinquième année et après vingt-quatre ans de règne (v. 34–58), laissant vingt-quatre fils et vingt-quatre filles. La succession au trône devait revenir selon ses ordres à son frère Monobaze, en récompense de la fidélité avec laquelle il lui avait conservé son pouvoir en son absence, après la mort de leur père,. »

Hélène ne survécut que peu de temps à son fils Izatès. Monobaze II envoie alors les restes d'Izatès et ceux de la reine Hélène à Jérusalem pour qu'ils soient enterrés dans la tombe pyramidale qu'Hélène avait construite sa vie durant.

« Monobaze envoya [les] os [d'Hélène] et ceux de son frère à Jérusalem et les fit ensevelir dans les trois pyramides que sa mère avait fait construire à trois stades de la ville. »

Ces catacombes sont désormais appelées le Tombeau des Rois.

### Vassalité à l'Arménie réaffirmée à Rhandeia

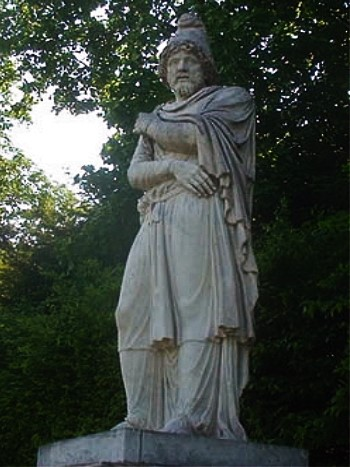
Statue de Tiridate Ier d’Arménie par André, dans les jardins du Château de Versailles (rampe nord).

Des sources juives et arméniennes ainsi que Plutarque et Tacite racontent que vers 59, le général romain Corbulon laissa ses lieutenants et Tigrane VI poursuivre les bandes armées de Tiridate en Adiabène et Atropatène. Pour René Grousset, cette expédition pourrait avoir été accordée à Tigrane pour compenser les cessions territoriales que Rome avait accordées à plusieurs rois clients, au détriment du territoire arménien. En effet pour les récompenser de leur soutien, à l'installation de Tigrane sur le trône arménien, Rome agrandit les territoires de Pharasman Ier d'Ibérie, Polémon II du Pont, Aristobule de Sophène et Antiochos IV Épiphane de Commagène par la cession de cantons-frontières arméniens. Monobaze se tourne alors vers le roi des Parthes Vologèse Ier qui prend prétexte de l'incursion, pour intervenir et rétablir sur le trône d'Arménie son frère Tiridate,. Il accorde dans un premier temps une armée à Monobaze que celui-ci joint à ses forces pour pénétrer en territoire arménien. Les troupes de Monobaze et Tiridate sont cependant repoussées lors de la bataille de Tigranocerte, (vers 61). L'année suivante, Monobaze et son armée se trouvent aux côtés de Vologèse Ier et pénètrent profondément en Arménie, une campagne qui se termine par la victoire parthe de Rhandeia. « Le gouverneur romain de la Cappadoce, se laisse battre par les Parthes près de Rhandeia sur l'Arsanias (Mourad-sou ou Murat Nehri). Assiégé dans cette place, il dut y signer une capitulation aux termes de laquelle l'armée romaine évacuerait l'Arménie (62). »
Monobaze était aussi présent lorsque la paix a été conclue à Rhandeia entre les Parthes et l'Empire romain en l'an 63,. Ce traité accordait que l'Arsacide Tiridate resterait sur le trône arménien, mais comme client des Romains. Par ce traité, la vassalité de l'Adiabène au royaume d'Arménie était réaffirmée, une situation qui de fait laissait à l'Adiabène le maximum d'autonomie. En 66, Tiridate se rendit à Rome pour y être couronné par Néron, « amenant comme otages trois de ses neveux ainsi que les enfants de son vassal Monobaze d'Adiabène. » Dion Cassius raconte :

« Tiridate vint à Rome, amenant avec lui non seulement ses enfants, mais aussi ceux de Vologèse, de Pacorus et de Monobaze ; leur marche à travers tout le pays depuis l'Euphrate fut une sorte de marche triomphale. »

— Dion Cassius, Histoire Romaine, Livre LXIII, 1.
Vers 71-72, Vologèse Ier sera empêché d'attaquer son ancien vassal d'Adiabène par une suite d'invasions des nomades venus de l'Est (Daces et Scythes).

## Palais de Jérusalem
Lors de la Grande révolte, les Monobaze possédaient au moins trois palais à Jérusalem. Celui de la reine Hélène était le plus prestigieux et a probablement été découvert par l'archéologue Doron Ben-Ami lors de fouilles dans le quartier arabe de Jérusalem en 2007. Monobaze possédait aussi son propre palais indépendant de celui d'Hélène,. Un troisième palais situé dans le quartier de l’Ophel, appartenait à la princesse Grapté qui selon Heinrich Graetz aurait été la petite-fille de la reine Hélène.